# BattleTech (Computerspiel)
BattleTech ist ein rundenbasiertes Strategiespiel des US-amerikanischen Entwicklerstudios Harebrained Schemes, das am 24. April 2018 für Windows, Linux und Mac OS veröffentlicht wurde. Es ist ein Lizenzspiel zum Tabletop-Universum BattleTech und wurde 2015 in einer Crowdfunding-Kampagne mit 2,7 Millionen US-Dollar finanziert.

## Handlung
Die Handlung spielt im Jahr 3025, im Zeitalter der Nachfolgekriege. Die großen Häuser der Inneren Sphäre, der von Menschen besiedelte Teil des Weltraums, befinden sich im permanenten Krieg um die Vorherrschaft, doch keiner kann den entscheidenden Sieg erringen. Stattdessen bluten die Welten der Inneren Sphäre aus, wichtige Technologien und Wissen gehen verloren. Die riesigen BattleMechs und ihre Piloten (MechWarrior) sind seltene und oftmals entscheidende Kriegsressourcen geworden. Die Ereignisse des Spiels finden abseits der aus anderen Lizenzprodukten bekannten Schauplätze in der Aurigan Reach in der Peripherie statt, dem äußeren Randgebiet der Inneren Sphäre. Die Region liegt im Grenzbereich zwischen dem Machtbereich der Konföderation Capella in der Inneren Sphäre und den Peripherie-Sternenreichen Magistrat Canopus und Taurus-Konkordat. Hier hat die Familie Arano Planeten, die früher zu den drei genannten Reichen gehörten und aus Verteidigungsgründen aufgegeben wurden, in einer Adelskoalition als unabhängigen Herrschaftsbereich konsolidiert. Der Spieler übernimmt die Rolle eines Söldner-Anführers, der eine zunächst schlecht ausgerüstete, maximal vierköpfige Truppe dieser Auftrags-MechWarrior anführt. Lady Kamea, eine Herrscherin in Aurigan Reach, bittet die Söldner um eine Eskorte zu ihrer Inthronisierungs-Zeremonie. Doch bevor es dazu kommt, wird sie von ihrem Onkel hintergangen, der als Usurpator selbst den Thron für sich beansprucht. Der Spieler gerät dadurch immer tiefer in den intrigenreichen Nachfolgestreit.

## Spielprinzip
Das Spiel teilt sich in einen Strategie- und einen Taktikpart. Von seinem Raumschiff aus koordiniert der Spieler die Ausrüstung und Reparaturen der Mechs, schafft Lagerräume und Werkstätten, regelt die Finanzen seines Söldnerunternehmens, rekrutiert neue Piloten und nimmt neue Aufträge an. Hier kann der Spieler über die Art seiner Entlohnung verhandeln. Er legt damit fest, wie sich die Bezahlung prozentual auf Bargeld, Anteil an den erbeuteten Gegenständen und Ruhmanteil verteilen. Mithilfe von Beutegegenständen können Mechs direkt ausgebaut werden, ein höherer Ruhm macht Folgeaufträge lukrativer. Auch das Raumschiff kann modifiziert werden, wodurch sich z. B. die Reisezeiten zwischen den Planeten reduzieren.
Auf dem Schlachtfeld kommen taktische Planungen zur Geltung. Das fängt bei der Wahl der Mechs und ihrer Piloten an. Neben Gesundheits-/Reparaturzustand spielen die Ausrüstung und Fähigkeiten eine wichtige Rolle, die MechWarrior können durch Kampferfahrung ihre Fähigkeiten steigern. Sollten sie jedoch zu schwer verletzt werden, versterben sie dauerhaft. Neben der Hitzeentwicklung, die über die Einsatzfähigkeit des Mechs bestimmt, wirken sich die Gefechtsaufstellung und das Terrain auf die Erfolgschancen in den rundenbasierten Kämpfen aus.

## Entwicklung
Harebrained Schemes kündigte die Entwicklung und Finanzierung von BattleTech per Crowdfunding im Juli 2015 an. Es war nach Shadowrun Returns und Shadowrun: Hong Kong der dritte Titel, den das Studio über die Online-Plattform Kickstarter finanzieren ließ. Ein Großteil der Entwickler hatte bereits für FASA Studio an MechCommander mitgearbeitet, darunter Producer Mitch Gitelman und Director Mike McCain. Das Studio kooperierte außerdem mit Catalyst Game Labs, dem Verlag hinter dem Tabletop und den Buchromanen, und Piranha Games, den Entwicklern von MechWarrior Online und MechWarrior 5. So sollte die Kontinuität zur Spielwelt und ein einheitliches Design der Mechs durch Asset-Übernahme und Abstimmung zwischen den Entwicklerteams gewahrt bleiben.
Als das Studio am 29. September 2017 die Finanzierung eröffnete, hatte das Studio bereits eine Million US-Dollar aus eigenen Mitteln in die Entwicklung gesteckt. Das Team bat als Mindestziel um weitere 250.000 US-Dollar, was innerhalb von 53 Minuten nach Eröffnung erreicht wurde. Bis zum Ende der Finanzierungskampagne kamen insgesamt 2,78 Millionen US-Dollar zusammen, wodurch der Entwickler viele zusätzliche Inhalte und Bonusziele umzusetzen versprach.
Mittlerweile sind alle drei angekündigten Erweiterungen als DLCs erschienen: Im November 2018 Flashpoint, im Juni 2019 Urban Warfare und im November 2019 die vorerst letzte Erweiterung Heavy Metal.

## Rezeption
Das Spiel erhielt mehrheitlich positive Wertungen (Metacritic: 78 %).

„Auch wenn die Präsentation etwas brüchig ist: BattleTech ist eine gute, überraschend epische Umsetzung der Tabletop-Vorlage.“

“If, as Sid Meier likes to say, good strategy game design boils down to providing a series of interesting decisions, then what comes next should be a series of interesting consequences. This is where BattleTech excels. Harebrained Schemes has taken the hard sci-fi tabletop game (…) and married it to the XCOM formula in a way that brings out the best qualities of both.”

„Wenn sich, wie Sid Meier zu sagen pflegt, ein gutes Strategiespieldesign darauf komprimiert, eine Reihe interessanter Entscheidungen zu liefern, dann kommt als nächstes eine Reihe interessanter Konsequenzen. In diesem Punkt sticht BattleTech hervor. Harebrained Schemes hat das harte Sci-Fi-Tabletopspiel (…) mit der XCOM-Formel in einer Weise verknüpft, die die Qualitäten von beiden in bester Weise.“

„Die XCOM-Neuauflagen gehören zu meinen absoluten Lieblingsspielen. Und ja, Battletech lässt sich sehr stark und eindeutig von diesen Spielen inspirieren, ohne jedoch ganz deren Qualität sowohl beim taktischen Anspruch als auch in der Präsentation zu erreichen. Dafür fehlt es dem Titel einfach an Feinschliff und Abwechslung. Doch Battletech bringt genügend frische Ideen ins Genre, um auf eigenen Füßen zu stehen.“